# 안연홍
안연홍(1976년 7월 19일 ~ )은 대한민국의 배우로, 아역 배우 출신이다.

## 학력
- 서울장충초등학교
- 숭의여자중학교
- 계성여자고등학교(1995년 졸업)
- 동국대학교 연극영화과 학사

## 연기 활동

### 드라마
- 1985년 MBC 베스트셀러극장 《초록빛 모자》
- 1985년 MBC 베스트셀러극장 《세발자전거》 ... 꼬마망태 역
- 1988년 KBS1 대하드라마 《토지》 ... 어린 최서희 역
- 1993년 SBS 일요아침드라마 《목소리를 낮춰요》
- 1994년 SBS 청소년드라마 《공룡선생》
- 1995년 SBS 일일시트콤 《LA아리랑》
- 1996년 SBS 대하사극 《만강》 ... 순금 역
- 1996년 MBC 수목드라마 《미망》
- 1996년 MBC 일일연속극 《서울 하늘 아래》 ... 희자 역
- 1997년 KBS1 대하드라마 《용의 눈물》 ... 세자빈 김씨 역
- 1997년 MBC 청춘시트콤 《남자 셋 여자 셋》
- 1997년 KBS2 주말연속극 《웨딩드레스》
- 1997년 KBS2 납량기획드라마 《97 전설의 고향》 ... '순장'편 단아 역
- 1998년 KBS2 월화미니시리즈 《순수》 ... 한송희 역
- 1998년 SBS 주말극장 《로맨스》 ... 김혜원 역
- 1998년 KBS1 일일연속극 《내사랑 내곁에》 ... 연미 역
- 1998년 KBS2 아침드라마 《사랑해서 미안해》 ... 유진 역
- 1999년 SBS 드라마스페셜 《청춘의 덫》 ... 노영은 역
- 1999년 KBS2 납량기획드라마 《99 전설의 고향》 ... '깍짓손'편 정인 역
- 1999년 SBS 아침연속극 《첼로》 ... 박기숙 역
- 2000년 MBC 월요시트콤 《세 친구》 ... 안연홍 역
- 2000년 SBS 아침연속극 《사랑과 이별》 ... 가연 역
- 2000년 MBC 일일연속극 《온달 왕자들》 ... 사비나 역
- 2001년 SBS 대하사극 《여인천하》 ... 정옥련 역
- 2001년 MBC 미니시리즈 《네 자매 이야기》 ... 정유미 역
- 2001년 KBS2 청소년드라마 《학교 4》 ... 황미리 역
- 2001년 SBS 청춘시트콤 《딱좋아!》
- 2002년 MBC 아침드라마 《내 이름은 공주》
- 2002년 SBS 청춘시트콤 《레츠고》 ... 연홍 역
- 2002년 MBC 수목미니시리즈 《로망스》 ... 서민주 역
- 2003년 SBS 드라마스페셜 《술의 나라》
- 2004년 KBS1 TV소설 《찔레꽃》 ... 최유경 역
- 2005년 KBS1 대하드라마 《불멸의 이순신》 ... 홍이 역
- 2005년 MBC 월화미니시리즈 《달콤한 스파이》 ... 오나라 역
- 2006년 MBC 수목미니시리즈 《어느 멋진 날》 ... 김말자 역
- 2006년 MBC 주말연속극 《누나》 ... 노유순 역
- 2007년 MBC 수목미니시리즈 《메리대구 공방전》 ... 장은자 역
- 2007년 SBS 금요드라마 《날아오르다》 ... 지영선 역
- 2008년 MBC 일일시트콤 《코끼리》 ... 안연홍 역
- 2011년 MBC 특별기획드라마 《짝패》 ... 작은년 역
- 2013년 JTBC 일일드라마 《더 이상은 못 참아》 ... 노영희 역
- 2014년 KBS1 전원드라마 《산 너머 남촌에는 2》 ... 차정미 역
- 2015년 SBS 아침연속극 《황홀한 이웃》 ... 조은실 역
- 2016년 KBS2 TV소설 《내 마음의 꽃비》 ... 써니 홍 역
- 2018년 KBS1 일일연속극 《내일도 맑음》 ... 전무 역
- 2019년 SBS 아침연속극 《수상한 장모》 ... 최송아 역
- 2021년 SBS 금토드라마 《펜트하우스 2》 ... 진분홍 역
- 2021년 SBS 금요드라마 《펜트하우스 3》 ... 진분홍 역
- 2023년 KBS1 일일연속극 《우당탕탕 패밀리》 ... 심정숙 역
- 2024년 U+모바일tv 웹드라마 《브랜딩 인 성수동》 ... 민희정 역
- 2024년 KBS2 주말라마 《미녀와 순정남》 ... 김오경 역
- 2025년 KBS1 일일연속극 《대운을 잡아라》 ... 황금옥 역

### 영화
- 1986년 《이장호의 외인구단》
- 1988년 《스파크맨》
- 1991년 《혼자도는 바람개비》 ... 정옥 역
- 2007년 《못말리는 결혼》 ... 왕애숙 역

## 그 외 출연 목록

### 광고
- 1990년 롯데웰푸드 밀키스 바
- 1993년 한독 옥시
- 1993년 중앙교육진흥연구소 에이플러스 가정교사
- 2000년 SK텔레콤 017 아이클럽(iClub) - 최상학, 정웅인, 최종원과 함께 출연
- 2000년 삼양식품 수타면
- 2001년 한국베링거인겔하임 둘코펄
- 2001년 롯데칠성음료 모메존 - 안문숙과 함께 출연
- 2001년 롯데하이마트
- 2001년 CJ제일제당 하선정 김치
- 2002년~2003년 코웨이 룰루 비데
- 2007년 미즈사랑
- 2013년 휴온스 헤모라민
- 2021년 ~ 도미솔식품 안연홍 김치

### 방송
- 1996년 《TV는 사랑을 싣고》(KBS 1TV)

### 예능
- KBS 2TV, KBS 1TV 《가족오락관》 게스트
- 2012년 5월 29일 KBS 2TV 《1대 100》 249회 출연
- 2012년 11월 10일 KBS 2TV 《세대공감 토요일》 146회 게스트
- 2014년 JTBC 《고부스캔들》 64회~66회,68회~69회 게스트
- 2021년 KBS 2TV 《편스토랑》 73회~75회 게스트

### 진행
- 2000년 《임성훈, 안연홍의 비디오쇼》(MBC)
- 2001년 《안연홍의 나는 1035다》(SBS 러브FM)
- 2001년 《쇼 파워비디오》(KBS 2TV)[1]

### 홍보대사
- 2000년 보건복지부 건강박람회2000 홍보대사
- 2000년 문화관광부 제2기 청소년사절단원
- 2004년 새빛안과 이웃사랑 독거노인부문 홍보대사
- 2011년 매경씨앤비 홍보이사
- 2014년 제17회 보령머드축제 홍보대사
- 2015년 헬스경향 2015 대한민국 저출산 극복 및 출산장려캠페인 홍보대사
- 2017년 전국천사무료급식소 홍보대사

## 수상
- 1988년 제24회 백상예술대상 TV부문 아역상

## 참고 사항
- 2008년 6월 스포츠 감독 조정웅과 결혼하였으나 2017년 이혼하였다.[2]
- 2008년 조정웅 감독과 결혼한 뒤 첫 예능프로그램 출연으로 SBS 스타부부쇼 자기야를 선택했는데[3] 안연홍을 포함하여 해당 프로그램에 출연해 행복한 결혼생활을 보여준 부부들이 이혼한 것을 두고 '자기야의 저주'라 했다.

뽀삐로 유명했던 동갑내기 배우인 김수정과 당대 쌍벽을 이룬 배우였습니다.